# 坦恩鮑姆 (阿肯色州)
坦恩鮑姆（英語：Tannenbaum）是位於美國阿肯色州克利本縣的一個非建制地區。該地的面積和人口皆未知。

## 地理
坦恩鮑姆的座標為35°33′32″N 92°03′26″W / 35.55889°N 92.05722°W，而該地的平均海拔高度為370米（即1214英尺）。